# تومي أكينو
تومي أكينو مواليد 24 مايو 1992 في لوس أنجلوس - الوفاة 02 فبراير 2014 في كاليفورنيا، كان متسابق دراجات نارية أمريكي. توفي أثناء التدريب بعد اصطدام متسابق آخر به.

## وصلات خارجية
- الموقع الإلكتروني